# Bachia barbouri
Bachia barbouri är en ödleart som beskrevs av Burt och Burt 1931. Bachia barbouri ingår i släktet Bachia och familjen Gymnophthalmidae. Inga underarter finns listade.
Arten förekommer i regionen Cajamarca i nordvästra Peru. Honor lägger ägg.